# Andreas Battermann
Andreas Battermann (ur. 1908, data śmierci nieznana) – zbrodniarz hitlerowski, członek załogi niemieckiego obozu koncentracyjnego Mauthausen-Gusen i SS-Unterscharführer.
Członek NSDAP od 1937 i Waffen-SS od 7 listopada 1939. Od stycznia 1940 do 3 kwietnia 1945 pełnił służbę w kompleksie obozowym Gusen. W procesie załogi Mauthausen-Gusen (US vs. Andreas Battermann i inni) został skazany przez amerykański Trybunał Wojskowy w Dachau na karę 3 lat pozbawienia wolności za znęcanie się nad więźniami obozu.